# Samsung Galaxy S III
Il Samsung Galaxy S III (codice modello GT-I9300, utilizzato in tutto il mondo ad eccezione di Stati Uniti, Canada e Giappone) è uno smartphone prodotto da Samsung annunciato il 3 maggio 2012 al Samsung Mobile Unpacked 2012 e messo in vendita a partire dal 29 dello stesso mese. È disponibile in cinque varianti di colore tra cui Pebble Blue e Marble White.
È il terzo dispositivo top di gamma della serie Galaxy, successore del Galaxy S II e predecessore del Samsung Galaxy S4.

## Caratteristiche tecniche[2]

### Dimensioni e massa
- Altezza: 136,6 millimetri.
- Larghezza: 70,6 millimetri.
- Spessore: 8,6 millimetri.
- Massa: 136 grammi.
- Densità: 1704 kg/m3.

### Display
Display multi-touch capacitivo, Super AMOLED HD PenTile, Corning Gorilla Glass 2.
- Dimensioni: 4,8 pollici.
- Risoluzione: 1280 × 720 pixel, densità di 306 ppi.

### Fotocamera
- Fotocamera posteriore: 8 MP (6 MP in formato 16:9)
- Fotocamera frontale: 1.9 MP (0.9 MP in formato 16:9)

### Hardware
- Processore: Samsung Exynos 4412 quad-core 1.4 GHz (ARM Cortex-A9)
- GPU: Mali-400 MP4
- Memoria RAM: 1 GB
- Memoria interna: 16/32/64 GB (espandibile con MicroSD fino a 64 GB)
- Connettività: Wi-Fi, GPS e A-GPS, GLONASS, EDGE, 3G, Bluetooth 4.0, NFC

## Novità introdotte
Funzioni intelligenti
- S Voice: un assistente che risponde ai comandi vocali dell'utente. È in grado di fornire informazioni di ogni genere (a patto che siano reperibili sul web) o di offrire comandi per il controllo del dispositivo, come inviare SMS o e-mail, avviare la fotocamera e scattare foto, regolare il volume dello smartphone, organizzare l'agenda e altro.
- Social Tag: una funzione che permette di associare ai volti delle persone presenti nelle foto scattate i rispettivi profili sui social network, riconoscendoli nuovamente in foto future.
- Standby intelligente: una funzione che permette allo smartphone di capire la direzione dello sguardo dell'utente per evitare l'attivazione della modalità standby mentre si sta osservando lo schermo. Quando lo sguardo viene distolto, lo smartphone si spegne automaticamente.
- Chiamata diretta: mentre si sta visualizzando un contatto nelle app Rubrica o Messaggi, avvicinando lo smartphone all'orecchio verrà avviata una chiamata verso il contatto in questione senza che vi sia la necessità di effettuare altre operazioni manualmente.
- Notifiche intelligenti: questa funzionalità invia un avviso tramite la vibrazione per notificare le chiamate perse o i messaggi ricevuti non appena l'utente riprende in mano il dispositivo.

Funzioni di condivisione
- S Beam: un meccanismo di condivisione rapida dei contenuti tra due smartphone Samsung. Affiancando due dispositivi, possono essere scambiati dati senza connessioni Wi-Fi o segnale di rete ad una velocità massima di circa 5Mb/s.
- AllShare Play: una funzione che permette di condividere i contenuti multimediali attraverso una connessione wireless verso qualunque dispositivo dotato di supporto a DLNA (come televisori, computer o tablet).

Funzioni multimediali
- Scatto migliore: una funzione che permette di scegliere lo scatto migliore tra un gruppo di 8 foto scattate rapidamente in sequenza.
- Video pop-up: una funzione che permette di visualizzare filmati in sovrimpressione in qualsiasi punto dello schermo durante l'esecuzione di altre applicazioni.

## Varianti e altri modelli
Il Samsung Galaxy S III è disponibile nel mondo in numerose varianti che differiscono per alcune caratteristiche tecniche. La versione internazionale possiede il codice modello GT-I9300.
In altri paesi, come in USA, Canada e Giappone sono state commercializzate anche altre varianti dotate ad esempio di 2 GB di RAM, connettività LTE 4G e diverso SoC.

### Galaxy S III LTE
Nel settembre 2012 Samsung pone in vendita la versione LTE di Galaxy S III con il codice modello GT-I9305 ed inizialmente solo per il mercato americano. La variante si distingue per la compatibilità con le reti 4G LTE e per l'aumento della quantità di memoria RAM a 2 GB.

### Galaxy S III Duos (dual SIM)
Alla fine di dicembre 2012, Samsung annuncia l'uscita in alcuni paesi (in Europa, solo in Germania, Polonia e Regno Unito) di una delle versioni dual SIM del Samsung Galaxy S III: il Samsung Galaxy S III Duos GT-S7562. Le prestazioni e le funzionalità dello smartphone sono le stesse del Galaxy S III Mini, con l’aggiunta di uno slot per inserire ed utilizzare, in modalità Dual Sim-Dual stand-by, due SIM, sia di operatori identici che di operatori diversi.

### Galaxy S III Neo
Nel giugno del 2014, Samsung rilascia il Galaxy S III Neo GT-I9301I, noto anche come Galaxy S III Neo+ (da non confondere con il Galaxy S III Neo GT-I9300I Duos (dual SIM)).
Il Galaxy S III Neo è esteticamente quasi identico al modello originale, ma presenta alcuni miglioramenti relativi alle prestazioni rispetto all'originale S III. 
Si differenzia per l'aggiornamento di alcune applicazioni Samsung, una maggiore dotazione di memoria RAM, che sale 1,5 GB (1,35 disponibili all'utente) contro il solo gigabyte (768 MB disponibili) di S III, ed il processore Qualcomm Snapdragon 400 quad-core Cortex-A7 da 1.4 GHz, accompagnato dalla GPU Adreno 305 a 450 MHz, che insieme offrono prestazioni di qualità leggermente superiore rispetto a quelle di S III. La quantità maggiore di RAM rispetto a S3, ha permesso inoltre a Samsung di utilizzare il sistema operativo Android 4.4.2 KitKat con TouchWiz Nature UX 2.5.
Rispetto a Galaxy S III standard, non sono presenti il secondo microfono per la riduzione del rumore di fondo in conversazione, né la funzione Screen Mirroring (ciò non costituisce un grande problema poiché la funzione è accessibile tramite altri software), non supporta connessione HDMI tramite adattatore MHL, e l'USB OTG 2.0 funziona solo con alimentazione dedicata; questi fatti hanno suscitato varie polemiche da parte di diversi utenti che hanno acquistato il dispositivo, poiché non erano stati informati correttamente sul fatto che tali funzionalità non erano presenti su di esso.
Il modello è disponibile unicamente nella versione da 16 GB (con slot di espansione per microSD fino a 64 GB) nei colori Marble White e Metallic Blue.
Fra gli accessori disponibili vi sono la S View Cover e molti degli accessori concepiti per il Galaxy S III originale.
Il prezzo di lancio del Samsung Galaxy S III Neo è stato di €299 in Italia.

#### Curiosità
- Nel settembre del 2014 il Galaxy S III Neo è stato lo smartphone più venduto in assoluto su Amazon.
- Lo smartphone ha suscitato numerose polemiche nonché una raccolta firme in merito al mancato aggiornamento ad Android 5.0 da parte di Samsung.
- È possibile aggiornare Galaxy S III Neo a versioni successive di Android solo tramite ROM personalizzate.
- Il dispositivo è stato supportato ufficialmente dal team di sviluppo di LineageOS per tre versioni di Android. La versione più recente disponibile di LineageOS per Galaxy S III Neo è la 18.1.

#### Galaxy S III Neo (dual SIM)
Il Galaxy S III Neo GT-I9300I (dual SIM), è una delle versioni dual SIM del Galaxy S III.
È quasi del tutto identico ad S III Neo GT-I9301I, ma a differenza di esso possiede uno slot per inserire ed utilizzare due SIM, la frequenza del processore è limitata a 1.2 GHz ed utilizza nativamente il sistema operativo Android 4.3 Jelly Bean, successivamente aggiornato alla versione 4.4.4 KitKat.

### Confronto fra tutte le versioni
| Modelli                            | GT-I9300[T]                                                | GT-I9305[N/T] | SHV-E210K/L/S | SGH-T999/L[v] | SGH-I747[m] | SGH-N064 (SC-06D)                                   | SGH-N035 (SC-03E)                                   | SCH-J021 (SCL21) | SCH-R530 | SCH-I535 | SCH-S960L | SCH-S968C | GT-I9308                                                  | SCH-I939                                                   | GT-I9301I (Galaxy S III Neo)                              |
| ---------------------------------- | ---------------------------------------------------------- | --- | --- | --- | --- | --------------------------------------------------- | --------------------------------------------------- | --- | --- | --- | --- | --- | --------------------------------------------------------- | ---------------------------------------------------------- | --------------------------------------------------------- |
| Stati                              | Internazionale                                             | Internazionale                                                                                                   | Corea del Sud | Canada e Stati Uniti d'America                                                                                   | Canada e Stati Uniti d'America                                                                                   | Giappone                                            | Giappone                                            | Giappone | Stati Uniti d'America | Stati Uniti d'America | Stati Uniti d'America | Stati Uniti d'America | Cina                                                      | Cina, Taiwan                                               | Internazionale                                            |
| Operatore telefonico               | Internazionale                                             | Internazionale (LTE)                                                                                             | KT, LG U+, SK Telecom                                                                                            | Mobilicity, T-Mobile, MetroPCS, Wind, Videotron                                                                  | AT&T, Bell, Rogers, Telus, Koodo, SaskTel, Virgin, Fido                                                          | NTT DoCoMo                                          | NTT DoCoMo                                          | au | Cricket Wireless, U.S. Cellular, MetroPCS                                                                                              | Verizon | SprintStraight Talk Net 10 | Straight Talk | China Mobile                                              | China Telecom                                              | Internazionale                                            |
| 2G                                 | 850, 900, 1800, 1900 MHz GSM / GPRS / EDGE                 | 850, 900, 1800, 1900 MHz GSM / GPRS / EDGE                                                                       | 850, 900, 1800, 1900 MHz GSM / GPRS / EDGE                                                                       | 850, 900, 1800, 1900 MHz GSM / GPRS / EDGE                                                                       | 850, 900, 1800, 1900 MHz GSM / GPRS / EDGE                                                                       | 850, 900, 1800, 1900 MHz GSM / GPRS / EDGE          | 850, 900, 1800, 1900 MHz GSM / GPRS / EDGE          | 850, 900, 1800, 1900 MHz GSM / GPRS / EDGE                                                                                             | 850, 1900 MHz CDMA | 850, 1900 MHz CDMA | 800,850, 1900 MHz CDMA | ? | 900, 1800, 1900 MHz GSM / GPRS / EDGE                     | 800, 1900 MHz CDMA900, 1800, 1,900 MHz GSM / GPRS / EDGE   | 850, 900, 1800, 1900 MHz GSM / GPRS / EDGE                |
| 3G                                 | 850, 900, 1900, 2100 MHz UMTS / HSPA+ CDMA/EVDORev-A/Rev-B | WCDMA 850, 900, 2100 MHz UMTS / HSPA+                                                                            | 850, 900, 1800, 1900, 2100 MHz UMTS / HSPA+ CDMA/EVDO Rev-A/Rev-B                                                | 850, AWS(Band IV), 1900, 2100 MHz UMTS / HSPA+ / DC-HSPA+                                                        | 850, 1900, 2100 MHz UMTS / HSPA+                                                                                 | 800, 1700 (Band IX), 2100 MHz UMTS / HSPA+          | 800, 1700 (Band IX), 2100 MHz UMTS / HSPA+          | CDMA2000 1xEV-DO Rev-A 800 MHz, 2100 MHz                                                                                               | CDMA2000 1xEV-DO Rev-A | CDMA2000 1xEV-DO Rev-A | CDMA2000 1xEV-DO Rev-A | 850/1900 MHz EVDO | 1880, 2010 MHz TD-SCDMA                                   | CDMA2000 1xEV-DO Rev-A 2100 MHz WCDMA                      | 850, 900, 1900, 2100 MHz UMTS / HSPA+                     |
| 4G LTE                             | No                                                         | GT-I9305: 800, 1800, 2600 MHz GT-I9305N: 900, 1800, 2600 MHz GT-I9305T: 1800, 2600 MHz                           | SHV-E210K: 900, 1800 MHz SHV-E210L: 850, 2100 MHz SHV-E210S: 800 MHz                                             | Solo T999L: 700 (Band 17) 1700 (Band 4) MHz                                                                      | 700 (Band 17), 1700 (AWS) MHz                                                                                    | 2100 MHz                                            | 2100 MHz                                            | 1500(Band 11), 800(Band 18) | 700 (Band 12), 1700 (AWS) MHz | 700 (Band 13) MHz | 1900 (Band 25) MHz | No | No                                                        | No                                                         | No                                                        |
| Massima velocità del traffico dati | 21 Mbit/s HSPA+                                            | 100 Mbit/s LTE                                                                                                   | 100 Mbit/s LTE                                                                                                   | 42 Mbit/s DC-HSPA+ Solo T999L: 100 Mbit/s LTE                                                                    | 100 Mbit/s LTE                                                                                                   | 75 Mbit/s LTE                                       | 100 Mbit/s LTE                                      | 75 Mbit/s LTE | 100 Mbit/s LTE | 100 Mbit/s LTE | 100 Mbit/s LTE | N/A | 2.8 Mbit/s TD HSDPA                                       | N/A                                                        | 21 Mbit/s HSPA+                                           |
| Ricevitore di trasmissione         | FM radio                                                   | No | T-DMB | No | No | 1seg                                                | 1seg                                                | 1seg | | | | |                                                           |                                                            | FM radio                                                  |
| Dimensioni                         | 136.6 mm × 70.6 mm × 8.6 mm (5.38 in × 2.78 in × 0.34 in)  | 136.6 mm × 70.6 mm × 8.6 mm (5.38 in × 2.78 in × 0.34 in)                                                        | 136.6 mm × 70.6 mm × 9.0 mm (5.38 in × 2.78 in × 0.35 in)                                                        | 136.6 mm × 70.7 mm × 8.6 mm (5.38 in × 2.78 in × 0.34 in)                                                        | 136.6 mm × 70.7 mm × 8.6 mm (5.38 in × 2.78 in × 0.34 in)                                                        | 137 mm × 71 mm × 9 mm (5.39 in × 2.80 in × 0.35 in) | 137 mm × 71 mm × 9 mm (5.39 in × 2.80 in × 0.35 in) | 139 mm × 71 mm × 9.4 mm (5.47 in × 2.80 in × 0.37 in)                                                                                  | 136.6 mm × 70.7 mm × 8.6 mm (5.38 in × 2.78 in × 0.34 in)                                                                              | 136.6 mm × 70.7 mm × 8.6 mm (5.38 in × 2.78 in × 0.34 in)                                                                              | 136.6 mm × 70.7 mm × 8.6 mm (5.38 in × 2.78 in × 0.34 in)                                                                              | 136.6 mm × 70.7 mm × 8.6 mm (5.38 in × 2.78 in × 0.34 in)                                                                              | 136.6 mm × 70.7 mm × 8.6 mm (5.38 in × 2.78 in × 0.34 in) | 136.6 mm × 70.6 mm × 8.99 mm (5.38 in × 2.78 in × 0.35 in) | 136.6 mm × 70.6 mm × 8.6 mm (5.38 in × 2.78 in × 0.34 in) |
| Peso                               | 133 g (4.7 oz)                                             | 133 g (4.7 oz)                                                                                                   | 138.5 g (4.89 oz)                                                                                                | 133 g (4.7 oz)                                                                                                   | 133 g (4.7 oz)                                                                                                   | 139 g (4.9 oz)                                      | 139 g (4.9 oz)                                      | 141 g (5.0 oz) | 133 g (4.7 oz) | 133 g (4.7 oz) | 133 g (4.7 oz) | 133 g (4.7 oz) | 133 g (4.7 oz)                                            | 141 g (5.0 oz)                                             | 133 g (4.7 oz)                                            |
| Sistema operativo                  | Android 4.0.4 ICS con TouchWiz "Nature UX"                 | Android 4.1.1 Jellybean with TouchWiz "Nature UX" Aggiornamento a 4.3 disponibile ed in vendita con 4.4.4 KitKat | Android 4.1.1 Jellybean with TouchWiz "Nature UX" Aggiornamento a 4.3 disponibile ed in vendita con 4.4.4 KitKat | Android 4.1.1 Jellybean with TouchWiz "Nature UX" Aggiornamento a 4.3 disponibile ed in vendita con 4.4.4 KitKat | Android 4.1.1 Jellybean with TouchWiz "Nature UX" Aggiornamento a 4.3 disponibile ed in vendita con 4.4.4 KitKat | Android 4.0.4 ICS con TouchWiz "Nature UX"          | Android 4.1.1 Jellybean con TouchWiz "Nature UX"    | Android 4.0.4 (o Android 4.1.2 con Straight Talk) con TouchWiz "Nature UX" (Aggiornamento OTA a 4.3 disponibile ed in vendita con 4.3) | Android 4.0.4 (o Android 4.1.2 con Straight Talk) con TouchWiz "Nature UX" (Aggiornamento OTA a 4.3 disponibile ed in vendita con 4.3) | Android 4.0.4 (o Android 4.1.2 con Straight Talk) con TouchWiz "Nature UX" (Aggiornamento OTA a 4.3 disponibile ed in vendita con 4.3) | Android 4.0.4 (o Android 4.1.2 con Straight Talk) con TouchWiz "Nature UX" (Aggiornamento OTA a 4.3 disponibile ed in vendita con 4.3) | Android 4.0.4 (o Android 4.1.2 con Straight Talk) con TouchWiz "Nature UX" (Aggiornamento OTA a 4.3 disponibile ed in vendita con 4.3) | Android 4.0.4 con TouchWiz "Nature UX"                    | Android 4.0.4 con TouchWiz "Nature UX"                     | Android 4.4.2 con TouchWiz "Nature UX 2.0"                |
| System-on-a-chip                   | Samsung Exynos 4 Quad (Exynos 4412)                        | Samsung Exynos 4 Quad (Exynos 4412)                                                                              | Samsung Exynos 4 Quad (Exynos 4412)                                                                              | Qualcomm Snapdragon S4 Mallepally                                                                                | Qualcomm Snapdragon S4 Mallepally                                                                                | Qualcomm Snapdragon S4 Mallepally                   | Samsung Exynos 4 Quad (Exynos 4412)                 | Qualcomm Snapdragon S4 MSM8960 | Qualcomm Snapdragon S4 MSM8960 | Qualcomm Snapdragon S4 MSM8960 | Qualcomm Snapdragon S4 MSM8960 | Qualcomm Snapdragon S4 MSM8960 | Samsung Exynos 4 Quad (Exynos 4412)                       | Samsung Exynos 4 Quad (Exynos 4412)                        | Qualcomm Snapdragon 400MSM8228                            |
| CPU                                | 1.4 GHz quad-core ARM Cortex-A9                            | 1.4 GHz quad-core ARM Cortex-A9                                                                                  | 1.4 GHz quad-core ARM Cortex-A9                                                                                  | 1.5 GHz dual-core Qualcomm Krait                                                                                 | 1.5 GHz dual-core Qualcomm Krait                                                                                 | 1.5 GHz dual-core Qualcomm Krait                    | 1.6 GHz quad-core ARM Cortex-A9                     | 1.5 GHz dual-core Qualcomm Krait | 1.5 GHz dual-core Qualcomm Krait | 1.5 GHz dual-core Qualcomm Krait | 1.5 GHz dual-core Qualcomm Krait | 1.5 GHz dual-core Qualcomm Krait | 1.4 GHz quad-core ARM Cortex-A9                           | 1.4 GHz quad-core ARM Cortex-A9                            | 1.4 GHz quad-core ARM Cortex-A7                           |
| GPU                                | ARM Mali-400 MP4                                           | ARM Mali-400 MP4                                                                                                 | ARM Mali-400 MP4                                                                                                 | Qualcomm Adreno 225                                                                                              | Qualcomm Adreno 225                                                                                              | Qualcomm Adreno 225                                 | ARM Mali-400 MP4                                    | Qualcomm Adreno 225 | Qualcomm Adreno 225 | Qualcomm Adreno 225 | Qualcomm Adreno 225 | Qualcomm Adreno 225 | ARM Mali-400 MP4                                          | ARM Mali-400 MP4                                           | Qualcomm Adreno 305                                       |
| RAM                                | 1 GB                                                       | 2 GB | 2 GB | 2 GB | 2 GB | 2 GB                                                | 2 GB                                                | 2 GB | 2 GB | 2 GB | 2 GB | 2 GB | 1 GB                                                      | 1 GB                                                       | 1.5 GB                                                    |
| Memoria interna                    | 16/32/64 GB                                                | 16/32 GB | 16/32/64 GB | 16/32 GB | 16/32 GB | 32 GB                                               | 32 GB                                               | 32 GB | 16/32 GB | 16/32 GB | 16/32 GB | 16 GB | 16 GB                                                     | 16 GB                                                      | 16 GB                                                     |

## Vendite
Samsung ha dichiarato che dopo cinque mesi dalla data di lancio sul mercato il Galaxy S III aveva raggiunto 30 milioni di unità vendute in tutto il mondo, mentre a gennaio 2013 aveva superato la quota di 40 milioni. Nel marzo dello stesso anno la quota era salita a 50 milioni.